# Бадалов, Кямаледдин Нуреддин оглы
Кямаледдин Нуреддин оглы Бадалов (азерб. Bədəlov Kəmaləddin Nurəddin oğlu; род. 1964) — судья Верховного суда Азербайджана.

## Биография
Родился в 1964 году. В 1990 году окончил юридический факультет Бакинского государственного университета.
С 1981 по 1982 год являлся рабочим нефтегазодобывающего управления «Neftçalaneft». С 1984 по 1985 год являлся рабочим нефтегазодобывающего управления «Salyanneft».
С 1990 по 2007 год являлся адвокатом юридической консультации №15-16 коллегии адвокатов г. Баку.
С 28 июля 2007 по 2010 год являлся судьёй Насиминского районного суда г. Баку.
С 28 августа 2010 по 2013 год являлся судьёй Бакинского Апелляционного суда.
Судья коллегии по административным делам Верховного суда Азербайджана (с 6 августа 2013).

## Награды
- Медаль «Прогресс» (11 февраля 2023)[4]